# Duchowec
Duchowec (bułg. Духовец) – wieś w Bułgarii, w obwodzie Razgrad, w gminie Isperich. W 2023 roku liczyła 483 mieszkańców.